# ソン・サンヨン
ソン・サンヨン（손상연、2002年4月2日- ）は、韓国の俳優。Awesome ENT所属。拜明高等学校卒業。

## 出演作

### ドラマ・シットコム
- オーマイゴブリン(2016年、KBS2)
- 真夏の思い出(2017年、JTBC) - 役名:幼いキム・ジヨン
- トゥー・カップス〜ただいま恋が憑依中!?〜(2017年、MBC) - 役名:若いチャ・ドンタク
- 変容の愛(2017年、tvn) - 役名:幼いクォン・ジェフン
- 黄金色の人生(2017年、KBS2) - 役名:高校生
- 泥棒さん、泥棒さん(2017年、MBC) - 役名:不良の学生
- 帰ってきた服飾団地(2017年、MBC) -　役名:不良の学生
- シカゴ・タイプライター(2017年、tvN) - 役名:幼いペク・テミン
- あやしいパートナー〜Destiny Lovers〜(2017年、SBS) - 役名:幼きノ・ジオク
- 個人主義者ジヨンさん(2017年、KBS2)
- 超人家族2017(2017年、SBS) - 役名:甥っ子
- 再び、初恋(2017年、KBS2) - 役名:ファン・ジェハ
- とにかくアツく掃除しろ! 〜恋した彼は潔癖王子!?〜(2018・ 2019年、JTBC) - 役名:幼い長襦袢の節
- レベルアップ(2019年、MBN) - 役名:キム・フン
- トリプルサム シーズン1-2(2019年、サムカフェ) -　役名:ソン・ジホ
- 恋愛未遂(2019年、MBC) -　役名:カン・カン・パラン
- ロマンチックドクター金師父2(2020年、SBS) - 役名:カン・ウィジュン
- ラケット少年団(2021年、SBS) - 役名:パン・ユンダム
- 今、私たちの学校は…(2022年、ネットフリックス(Netflix))- 役名:チャン・ウジン
- 婚礼大妾(2023年、KBS2) - 役名:イ・シヒョル
- O'PENing - 美しい私たちの夏(2024年、tvN)- 役名:ナ・ダウン